# 일터 영성
일터 영성(workplace spirituality)은 업무 상황에서 개인이 인생의 준칙으로 삼은 가치와 의미를 실현하며 일하는 것을 말한다. 여기서 영성은 궁극적이고 초월적 실재에 대한 종교적 영성이 아니라, 조직내 업무 현장에서 업무를 수행하는 개인, 집단, 조직이 준칙으로 삼은 가치와 의미를 업무와 연계하거 연합하여 가치를 형성하는 의도와 행동까지도 포함한다. 